# Astérisque
Astérisque is een internationaal, aan collegiale toetsing onderworpen wetenschappelijk tijdschrift op het gebied van de wiskunde. Het wordt uitgegeven door de Société Mathématique de France en verschijnt 7 tot 8 keer per jaar.